# Luchthaven van Sanaa
De luchthaven van Sanaa, Sanaa International Airport, is een internationale luchthaven in Jemen, ongeveer 13 km ten noorden van het centrum van de hoofdstad Sanaa. Het is een hooggelegen luchthaven, meer dan 2000 m hoog. Ze beschikt over één start- en landingsbaan, noord-zuid georiënteerd. Ze is de thuishaven van de luchtvaartmaatschappij Yemenia. Andere maatschappijen met vluchten op Sanaa (anno 2010) zijn onder andere Lufthansa, Turkish Airlines, Air Arabia, Emirates en Gulf Air.
Het vliegveld is tevens de belangrijkste basis van de luchtmacht van Jemen. Eenheden met gevechtsvliegtuigen, helikopters en transportvliegtuigen zijn er gevestigd.

## Luchtvaartmaatschappijen en bestemmingen
- Air Arabia - Sharjah
- EgyptAir - Cairo
- Emirates - Dubai
- Ethiopian Airlines - Addis Abeba, Djibouti
- Felix Airways - Aden, Al Ghaydah Al Hudaydah, Riyan Mukalla, Seiyun, Sharjah, Socotra, Ta'izz, Salalah
- Gulf Air - Bahrein
- Qatar Airways - Doha
- Royal Jordanian - Amman-Queen Alia
- Saudia Airlines - Jeddah
- Turkish Airlines - Istanboel-Atatürk
- Yemenia - Abu Dhabi, Addis Abeba, Aden, Amman, Asmara, Bahrein, Beiroet, Caïro, Damascus, Dhaka, Djibouti, Doha, Dubai, Frankfurt, Guangzhou, Al Hudaydah, Jakarta, Jeddah, Khartoem, Kuala Lumpur, Koeweit, Moroni, Bombay, Parijs-Charles de Gaulle, Riyad, Riyan Mukalla, Rome-Fiumicino, Seiyun, Socotra, Ta'izz